# On Earth as It Is in Heaven
On Earth as It Is in Heaven è il terzo album degli Angel, pubblicato nel 1977 per l'etichetta discografica Casablanca Records.

## Il disco
Questo disco vide un cambio di sonorità, mescolando l'heavy metal con un'attitudine glam rock, che resero più evidente il paragone con i Kiss. L'album si rivelò come uno dei più popolari del quintetto, e conteneva anche il brano "White Lightning", una cover dei Bux, la vecchia band di Meadows e Jones. Questo fu anche il primo disco a presentare il nuovo logo, ideato da un fan chiamato Bob Petrick, che permetteva la lettura della scritta anche se girata al contrario.

## Tracce
1. Can You Feel It (DiMino, Giuffria, Meadows) - 4:42
2. She's a Mover (Dimino, Giuffria, Meadows) - 3:36
3. Big Boy (Let's Do It Again) (Dimino, Giuffria, Meadows) - 3:45
4. Telephone Exchange (Dimino, Giuffria, Meadows) - 4:14
5. White Lightning (Meadows, Morman) - 4:37 (Cover dei BUX)
6. On the Rocks (Dimino, Giuffria, Meadows) - 3:37
7. You're Not Fooling Me (DiMino, Giuffria, Meadows) - 4:00
8. That Magic Touch (Dimino, Giuffria, Meadows) - 3:30
9. Cast the First Stone (Dimino, Giuffria, Meadows) - 4:34
10. Just a Dream (DiMino, Giuffria, Meadows) - 5:08

## Formazione
- Frank Dimino - voce
- Punky Meadows - chitarra
- Gregg Giuffria - tastiere
- Mickey Jones - basso
- Barry Brandt - batteria